# Michi Stulz

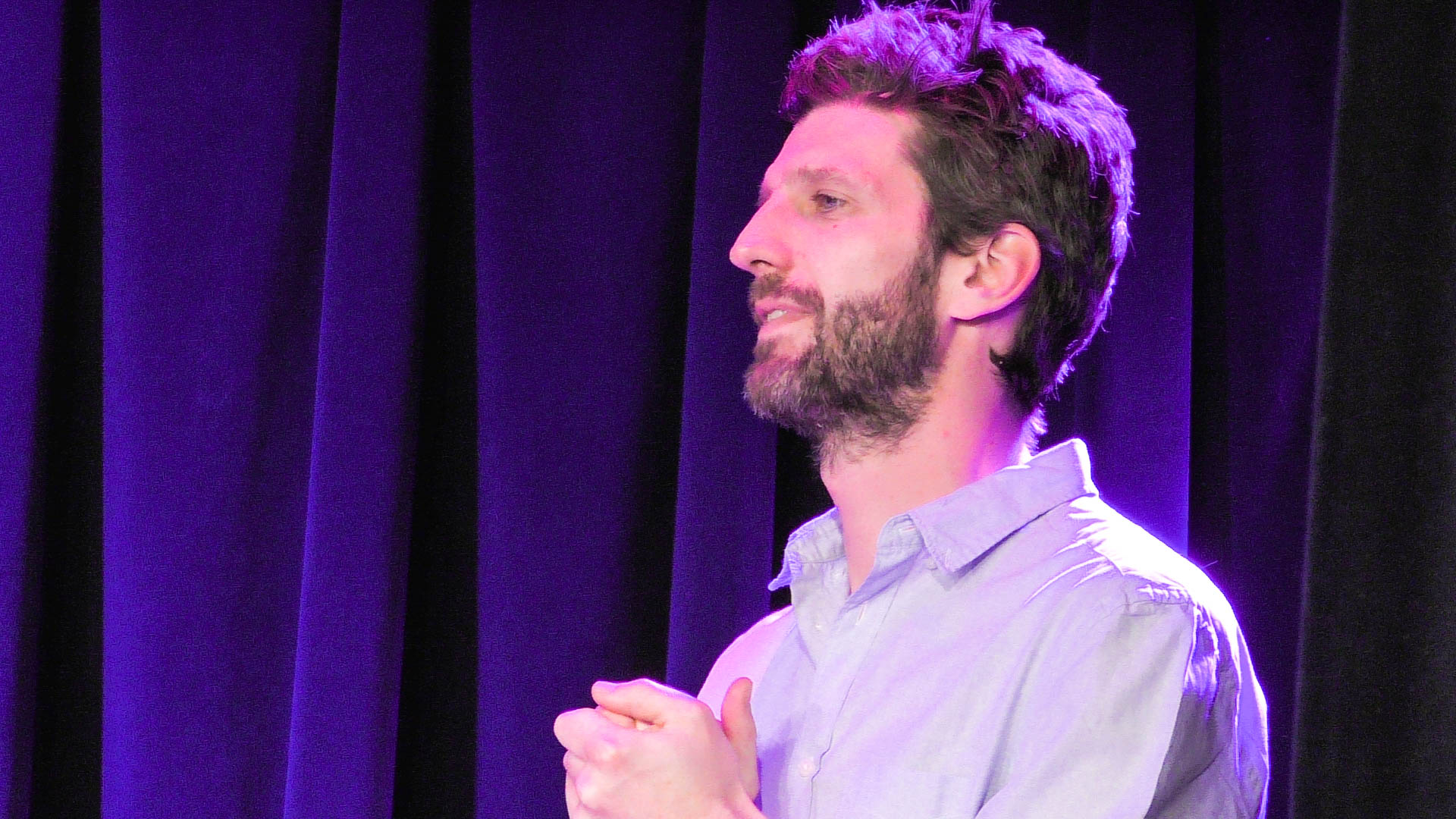
Michael Stutz (2017)

Michael „Michi“ Stulz (* 1977 in Basel) ist ein Schweizer Jazzmusiker (Schlagzeug).
Stulz hatte Unterricht beim Drummers Collective in New York City 1998 und studierte anschliessend bis 2003 an der Musikhochschule Luzern. Ab 2004 setzte er sein Studium der Jazzschule Freiburg fort. Dem schloss sich ein sechsmonatiger Aufenthalt in Westafrika mit Unterricht und Konzerttätigkeit an. Im Rahmen seiner Studien und in Workshops hatte er Unterricht bei Jamey Haddad, Peter O’Mara, Mark Turner, Jim Black, Simon Nabatov, Maria Schneider, Kurt Rosenwinkel, Pierre Favre, Norbert Pfammatter, Fabian Kuratli, Nat Su, Mark Soskin und Heiri Känzig.
Stulz arbeitete ab den frühen 2000er-Jahren in der Schweizer Jazzszene u. a. mit Christoph Irniger, Dave Gisler, Luca Sisera (Prospekt, 2015), Franz Hellmüller/Thomas Bauser, Alex Hendriksen, Oliver Friedli, Tobias Preisig, Jochen Baldes, Houry Dora Apartian und Stefan Aeby. Im Bereich des Jazz war er zwischen 2001 und 2015 an 23 Aufnahmesessions beteiligt.

## Diskographische Hinweise
- H2S2: Dance in Town (Meta, 2008), mit Luca Sisera, Franz Hellmüller, Alex Hendriksen
- Humour’s Humidity: Prosit Prosa (Unit, 2009), mit Oliver Roth, Reto Staub, Martin Wyss
- Christoph Irniger Pilgrim: Italian Circus Story (Intakt Records, 2014)
- Stefan Aeby Trio: To the Light (Intakt, 2016), mit André Pousaz
- Luca Sisera Roofer Feat. Alexey Kruglov: Moscow Files (Leo, 2017), mit Michael Jaeger, Yves Theiler